# Sint-Gorikskerk (Boussu)

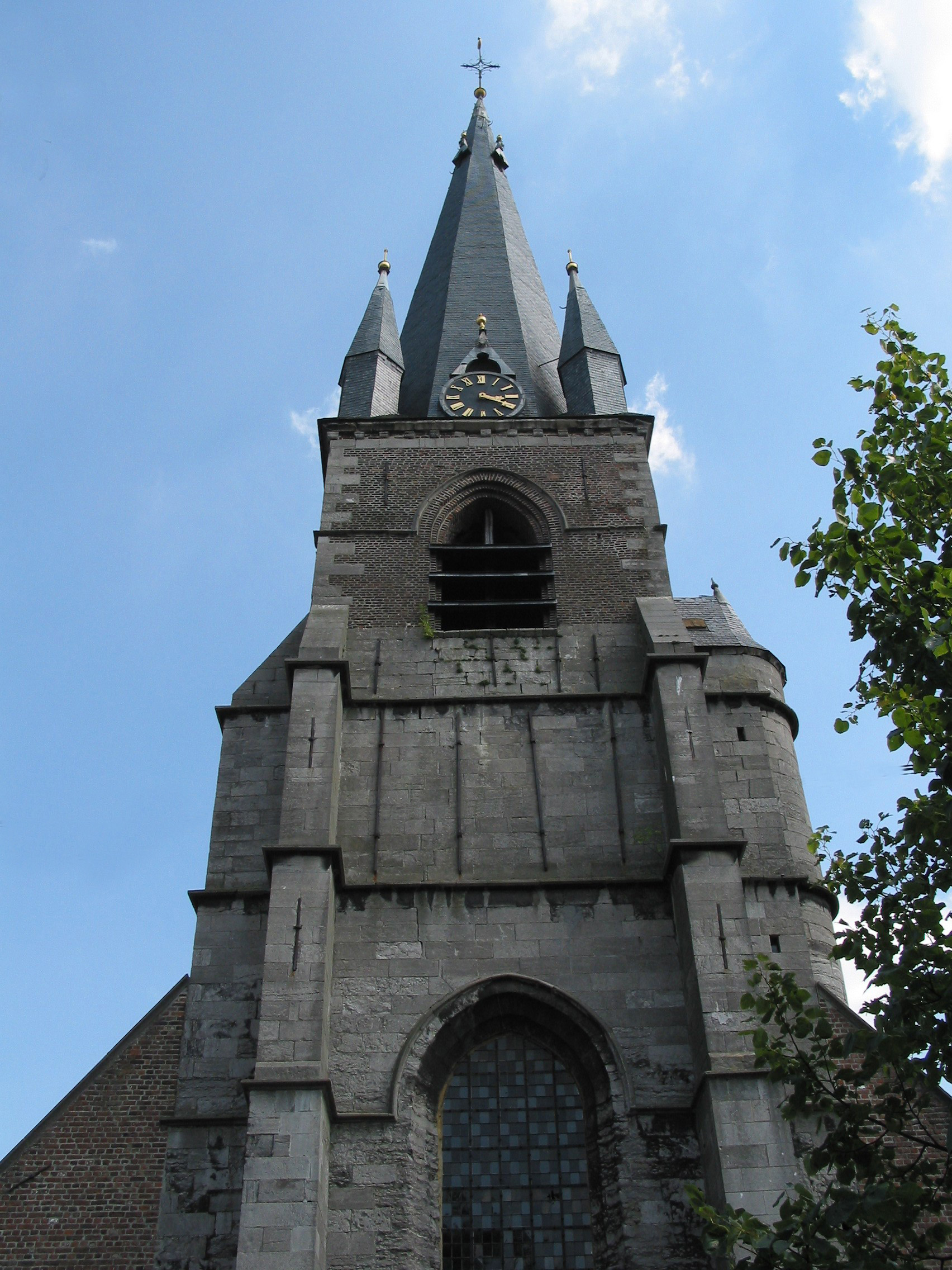
Westtoren

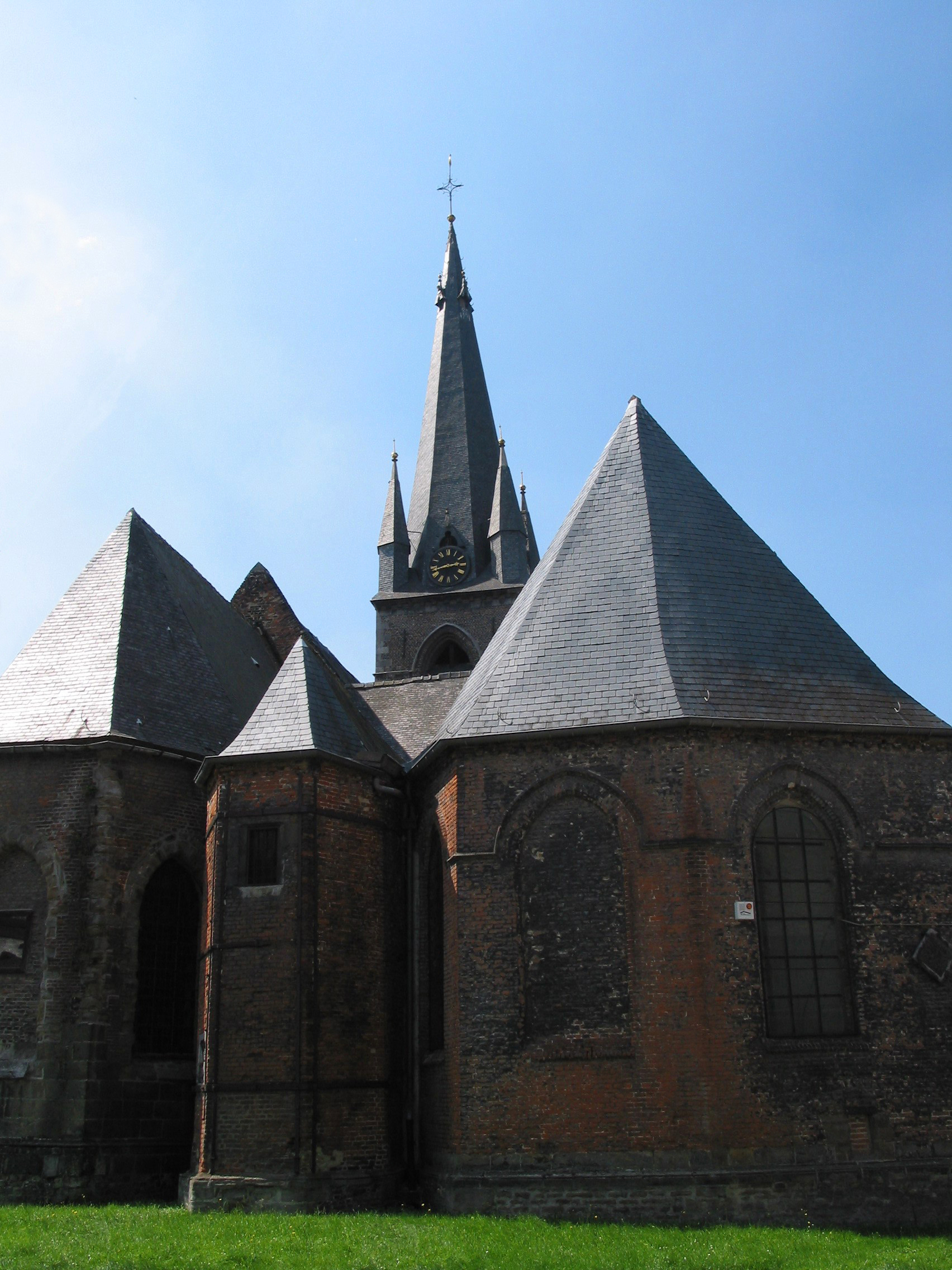
Koorzijde met rechts de grafkapel

De Sint-Gorikskerk (Frans: Église Saint-Géry) is de parochiekerk van de Belgische plaats Boussu. Ze is vooral bekend door van Grafkapel van Boussu die ertegenaan is gebouwd.

## Geschiedenis
Opgravingen in het kerkhof brachten in 2010 twee Merovingische graven uit de 7e eeuw aan het licht. Mogelijk was er in die tijd al een gebedshuis. Het heiligenleven van Waldetrudis van Bergen spreekt over prediking in Boussu door Gorik van Kamerijk.
Het altaar van Boussu werd in 1079 geschonken aan de abdij van Saint-Ghislain door bisschop Gerard II van Kamerijk. De parochie hing af van Hornu. In de 12e eeuw werd een romaans kerkgebouw in zandsteen opgetrokken. De heren van Boussu kregen toestemming om de kapel tegen de kerk aan te bouwen, maar Gossuin moest in 1155 erkennen dat de pastoor het recht had missen te vieren in hun kasteelkapel. Na zijn dood verzette Beatrix van Rumigny, vrouw van Boussu, zich hiertegen. Ze liet haar kapelaan een mis zeggen in de tegen de kerk aangebouwde kapel zonder toelating van pastoor Lambert. Het ongenoegen van deze laatste werd in 1188 in zijn nadeel beslecht door een pauselijke brief van Clemens III.
In de 13e eeuw werd de kerk herbouwd in gotische stijl. De zandsteen werd hergebruikt voor de muurbasissen. Jan I van Hénin stichtte in 1278 de Onze-Lieve-Vrouwekapel in de kerk.
In juli 1572 kreeg Boussu te maken met een beeldenstorm door toedoen van het hugenotenleger onder Jean de Hangest dat Lodewijk van Nassau kwam ontzetten in het belegerde Bergen. De oorlogen van Lodewijk XIV zorgden in de 17e eeuw voor vernielingen. In 1715 was er geld voor herstellingswerken.
Na het Concordaat ging de Sint-Gorikskerk in 1804 over van het bisdom Kamerijk naar het bisdom Doornik. Ze werd dat jaar ook de zetel van een dekenij. In 1861 vond een grootscheepse restauratie plaats. In die periode werden ook verfraaiingen gedaan, zoals de inrichting van de sacristie met een glas-in-loodraam geschonken door Georges de Nédonchel.
In december 1914 braken dieven twaalf beeldjes uit het eikenhouten Mariaretabel van Passchier Borreman in de kerk. Ze kwamen begin 21e eeuw terecht in het Museum Boijmans Van Beuningen. Na aanslepende onderhandelingen over restitutie, werd bewarend beslag gelegd ter gelegenheid van een tentoonstelling in Leuven. De beeldjes en het retabel zijn in januari 2021 toevertrouwd aan het Koninklijk Instituut voor het Kunstpatrimonium voor een omvattende restauratie.

## Architectuur
In haar huidige vorm dateert de kerk uit het begin van de 16e eeuw. Ze is gebouwd in Henegouwse gotiek en onderging in 1715-1716 transformaties aan het schip en de zijbeuken. Het is een driebeukige, georiënteerde kerk met een westtoren en een laag transept. De bovenmuren zijn grotendeels in rode baksteen en de toren uit 1501 in natuursteen. De toren heeft acht forse steunberen en wordt bekroond door een latere, achthoekige spits. Naast het koor, semihexagonaal afgesloten, bevindt zich de grafkapel van de heren van Boussu, met ertussenin een laag traptorentje. Boven de toegangsdeur in renaissancestijl is het devies van Jan V van Hénin aangebracht: Gy seray Boussu. In de gewelfde crypte onder de grafkapel zijn 29 heren en vrouwen van Boussu begraven, naast waarschijnlijk voorouders zonder identificatieteken.

## Interieur
Binnen is het houten dakgebinte zichtbaar. In de muren zijn oude grafplaten verwerkt. De preekstoel is van de plaatselijke kunstenaar Latour.

## Voetnoten
1. ↑  Boussu, Villes et villages de la vallée de la Haine (geraadpleegd 2 november 2021)
2. ↑  Petit 1873, p. 264